# Francisca de Lebrija
Francisca de Lebrija oder Nebrija soll im 16. Jahrhundert eine spanische Dozentin für Rhetorik an der Universität von Alcalá de Henares, gewesen sein.
Sie war die Tochter des Universitätsgelehrten Antonio de Nebrija und seiner Frau Isabel Montesinos de Solis. Der Überlieferung nach soll sie erfolgreich ihren Vater in den Vorlesungen an der Universität vertreten haben. Darüber hinaus soll sie ihm bei der Forschung und bei den Schriften geholfen haben. Weitere Überlieferung oder erhaltene Schriften gibt es nicht.
Judy Chicago widmete ihr eine Inschrift auf den dreieckigen Bodenfliesen des Heritage Floor ihrer 1974 bis 1979 entstandenen Installation The Dinner Party. Die mit dem Namen Francisca de Lebrija beschrifteten Porzellanfliesen sind dem Platz mit dem Gedeck für Christine de Pizan zugeordnet.
Seit 2019 schreibt die Universität von Alcalá drei Francisca de Nebrija-Preise für herausragende Forschungsarbeiten zur Gleichstellung der Geschlechter aus und zwar für Abschlussarbeiten, Masterarbeiten und Dissertationen des jeweiligen Jahres, die entweder eine Genderperspektive als Gegenstand oder Genderaspekte als Analysekategorie oder inhaltlichen Schwerpunkt hatten.